# YICS
YICS ist die Abkürzung für Yamaha Induction Control System und die Bezeichnung für eine Technik beim Bau von Mehrzylinder-Motorradmotoren, die Yamaha 1979 entwickelt hat.

## Funktionsprinzip
Beim Ansaugvorgang strömt durch eine Querverbindung der Einlasskanäle Gasgemisch von den benachbarten Zylindern mit ein und sorgt so für eine Verwirbelung und bessere Vermischung des Benzin-Luft-Gemisches. Ziel ist, die Verbrennung im Zylinder effektiver zu gestalten, um damit den Verbrauch zu senken.
Bei der Synchronisation der Vergaser muss das YICS durch ein Spezialwerkzeug stillgelegt werden.

## Varianten

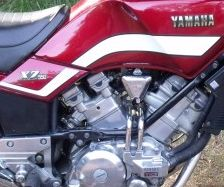
Rechte Motorseite einer Yamaha XZ 550. Zu erkennen ist der diamantförmige, verchromte YICS-Behälter zwischen den Zylindern und die Aufschrift YICS auf dem Gehäuse der Wasserpumpe.

Bei dem Zweizylinder-V-Motor der Yamaha XZ 550 kam ebenfalls das YICS-System zum Einsatz. In diesem Fall münden die tangential im Einlasskanal eines jeden Zylinders angeordneten Anschlüsse in einer dekorativ gestalteten Kunststoffdose, die für jeden Zylinder voneinander getrennte, dichte Kammern enthält. Bei dieser Version des Systems, erfordern Einstellarbeiten nicht die Deaktivierung wie bei dem o. g. offenen System. Ein Schwachpunkt ist, dass die besagte Kunststoffdose im Laufe der Zeit undicht werden kann, was dazu führt, dass sich das Ansprechverhalten des Motors verschlechtert und der Kraftstoffverbrauch signifikant erhöht.